# Del.icio.us
Del.icio.us (výslovnost „delišs“, anglicky chutný) byla webová služba umožňující ukládání, sdílení a objevování záložek (uživatelem uložených internetových odkazů). Stránka byla založena Joshuou Schachterem ke konci roku 2003 a byla koupena společností Yahoo! v roce 2005. V roce 2007 více než tři miliony uživatelů a 100 milionů záložkovaných URL.
V roce 2017 byla koupena Maciejem Ceglowskim, autorem serveru pinboard.in, a přepnuta do "read-only" režimu. Služba nyní neumožňuje nové registrace a nové záložky, ale stále je možné exportovat původní.

## Popis stránky
Del.icio.us používala nehierarchický kategorizační systém na bázi klíčových slov ve kterém mohou uživatelé tagovat každou ze svých záložek libovolným počtem jakýchkoliv klíčových slov. Bylo možné se podívat na záložky od všech uživatelů s daným tagem; například URL „http://del.icio.us/tag/wiki“ zobrazila všechny nedávné záložky označené tagem „wiki“. Bylo také možné zobrazit záložky přidané podobně smýšlejícími uživateli.
Del.icio.us měla „hotlist“ na své domovské stránce a také stránky „populárních“ a „nedávných“ záložek, což dělalo ze stránky zdroj internetových fenoménů a trendů.
Mnoho vlastností přispělo k tomu, že byla Del.icio.us jednou z nejpopulárnějších služeb pro společenské záložkování. Je to například jednoduché rozhraní webových stránek, pro člověka čitelná URL, neotřelý název domény, jednoduché REST API a RSS zdroje.
Použití Del.icio.us bylo zdarma. Zdrojový kód stránky není dostupný, ale uživatelova data byla volně stažitelná přes API webové stránky ve formátech XML nebo JSON, mohou být také exportována do standardního formátu záložek Netscape.
Všechny záložky uložené v Del.icio.us byla standardně veřejně viditelné, uživatelé ovšem mohou některé záložky označit za soukromé. Importované záložky jsou standardně soukromé. Veřejný přístup je preferován; stránka není zaměřena na ukládání sbírek soukromých („nesdílených“) záložek. Výpisy odkazů, výpisy tagů, síťové odznaky, RSS zdroje a další služby je možné použít pro zobrazení záložek na weblozích.

## Historie
Předchůdcem Del.icio.us byl Muxway, blog s odkazy, který vyrostl z textového souboru, jež Schachter udržoval, aby měl přehled o odkazech z Memepoolu. V září 2003 Schachter vydal první verzi Del.icio.us. V březnu 2005 odešel z práce aby se mohl naplno věnovat Del.icio.us a v dubnu 2005 dostal investici přibližně 2 miliony dolarů od investorů jako Union Square Ventures a Amazon.com. Yahoo! získalo Del.icio.us 9. prosince 2005. Různé odhady naznačují že bylo prodáno za částku mezi 15 a 30 miliony amerických dolarů.
Existuje několik konkurenčních služeb pro společenské záložkování a navíc pár open source klonů.

## Jméno
Jméno domény „del.icio.us“ je příklad doménového hacku, nekonvenční kombinace písmen za účelem utvoření slova nebo fráze. Del.icio.us sice není první doménou tohoto typu, je ale nejznámějším a nejpoužívanějším doménovým hackem. Delicious.com a delicious.us přesměrovávaly na webovou stránku del.icio.us; dnes fungoje pouze původní doména.
6. září 2007 řekl Schachter že se jméno stránky může změnit na „Delicious“ po předesignování stránek  neznámého data.